# Ignaz Kollmann

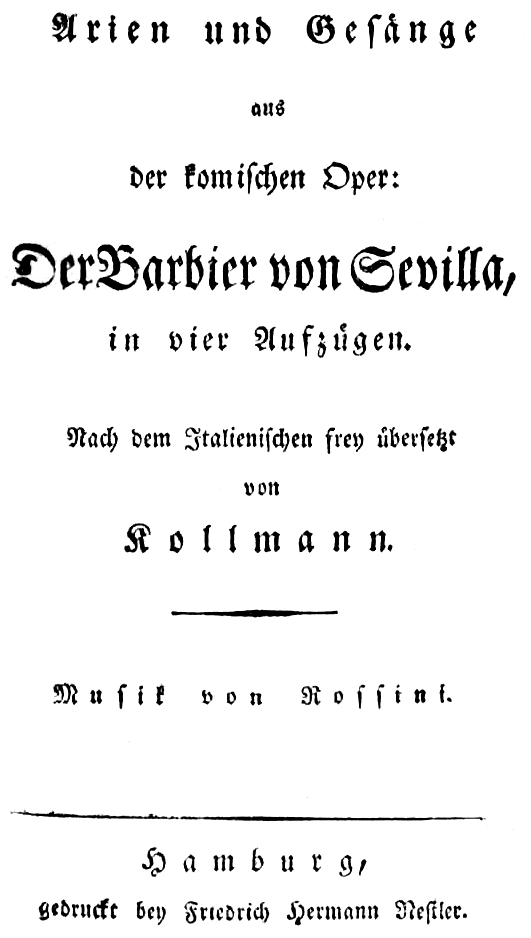
Titelblatt des Libretto Der Barbier von Sevilla (um 1820)

Ignaz Kollmann (* 16. Jänner 1775 in Graz; † 16. März 1837 ebenda) war ein österreichischer Schriftsteller, Skriptor, Redakteur/Journalist, Dramatiker/Librettist und Maler.

## Leben und Wirken
Ignaz Kollmann wurde am 16. Jänner 1775 als Sohn von Johann Adam Kollmann, Verwalter des Grazer Armenhauses, in Graz geboren. Der Vater kaufte 1783 das Gut Buchdruckerschlössel bei Graz und soll auch das als Luginsland bekannte Nebengebäude, das 1908 abgebrannt war, errichtet haben. Das Schlössel erhielt den Namen, da es über lange Zeit der Buchdruckerfamilie Widmanstetter gehörte. Seine Studien begann der als vielseitig begabt beschriebene Kollmann in seiner Heimatstadt, konnte diese jedoch aufgrund des frühen Todes seines Vaters nicht beenden. Seine Studien absolvierte er dabei am hiesigen Gymnasium und Lyzeum. Nach abgeleistetem Militärdienst wurde er als Verwalter der Herrschaft Gutenberg und verschiedenen weiteren steirischen Herrschaften tätig und arbeitete daraufhin als Sekretär des Fürsten Franz Seraphin von Porcia aus dem Adelsgeschlecht der Porcia in Italien. Während dieses längeren Aufenthalts in Italien, der ihn unter anderem auch nach Rom, Florenz oder Venedig führte, eignete sich Kollmann umfassende Kenntnisse der Kunst – insbesondere der Dichtkunst, Malerei und Sprachkunde – an.
Danach war er um 1808 als Magistratsbeamter in Triest tätig. Da die Stadt damals zu den Illyrischen Provinzen gehörte, stand er bis zum Sommer 1811 als Ratsprotokollist im Dienst der französischen Verwaltung. Im Anschluss wurde er von Erzherzog Johann als Skriptor der Büchersammlung an das 1811 neu gegründete Joanneum in Graz berufen. In diesem Zusammenhang wurde er im Herbst 1811 – nach anderen Quellen erst 1812 – Schriftleiter der Grätzer Zeitung und gründete noch im selben Jahr (1812) deren schöngeistige Beilage Der Aufmerksame. Mit dieser bot Kollmann den heimischen Dichtern über mehrere Jahrzehnte hinweg eine Heimstätte; Der Aufmerksame wurde dabei in ganz Österreich veröffentlicht. Noch früh in seinem Schaffen soll er gemeinsam mit dem ebenfalls bei der Zeitung tätigen Buchhändler und Redakteur Anton Tedeschi, einem bekennenden Anhänger Napoleon Bonapartes und entsprechend frankreichfreundlich gesinnt, einen hetzerischen Artikel der ebenso frankreichfreundlichen Augsburger Zeitung gegen die Russen übernommen und diesen als einziges österreichisches Blatt in der Grätzer Zeitung veröffentlicht haben. Wie Robert Baravalle in einer Ausgabe des Neuen Grazer Tagblatts im Jahr 1927 schrieb, löste dies kurzzeitig einen Presseskandal mit weitreichenden Folgen aus. Die Schriftleitung der Grätzer Zeitung sowie der Beilage Der Aufmerksame hatte er bis zu seinem Tod inne.
1824 verfasste er auch einen Beitrag (Teutsche Abfertigung unteutscher Kritik.) im Wiener Unterhaltungsblatt Der Sammler. Das 1831 erstmals aufgeführte melodramatische bzw. romantische Bühnenstück Die Drachenhöhle bei Röthelstein oder der Hammer um Mitternacht wurde auch Jahrzehnte nach Kollmanns Tod noch in Graz und Wien aufgeführt. Anlässlich des 40. Regierungsjubiläums von Kaiser Franz I. von Österreich verfasste Kollmann das vaterländische Schauspiel Carl von Österreich, Herzog in Steyer, oder der Wundertag im Erzberge, das am 29. Februar 1832 in Wien uraufgeführt und in der Folge 14 Tage lang wiederholt wurde. Das Werk wurde 1833 in der Franz Ferstlschen Buchhandlung Johann Lorenz Greiner verlegt. Eine geplante Fortsetzung kam angesichts des Todes Kollmanns wenige Jahre später nicht mehr zustande. Bereits in der Vergangenheit hatte sich Kollmann bereits mehrmals als Dramatiker bewiesen.
Seine eigenen literarischen Arbeiten veröffentlichte Kollmann vorwiegend in der von ihm gegründeten Zeitung, publizierte aber auch für Hormayrs Archiv für Geographie, Historie, Staats- und Kriegskunst und die Wiener Theaterzeitung. Er widmete sich bevorzugt Themen aus der steirischen Sagenwelt und Geschichte und verfasste zahlreiche Gedichte, Novellen, Skizzen und Erzählungen sowie mehrere bühnenwirksame Dramen, von denen jedoch nicht alle veröffentlicht wurden. Die komponierten Musikeinlagen zu mancher seiner Werke stammten etwa von Anselm Hüttenbrenner oder Ignaz von Seyfried. Zu den Übersetzungen die Kollmann im Laufe seines Lebens tätigte und veröffentlichte zählen zahlreiche Werke aus dem Italienischen aber auch Französischen. Dazu zählen unter anderem Übersetzungen der Predigten von Paolo Segneri oder Pater Da Lojano sowie die erste deutsche Übersetzung von Gioachino Rossinis Oper Il barbiere di Siviglia (Libretto von Cesare Sterbini), die 1819 im Grazer Schauspielhaus zu Erstaufführung gelang und die in den nachfolgenden 200 Jahren unzählige Male neu aufgelegt wurde. Außerdem war er bekannt für seine zumeist improvisierten Gedichte, die er oftmals im geselligen Kreise vortrug.
In Nachfolge von Anselm Hüttenbrenner gehörte Kollmann zudem zu den Pionieren auf dem Gebiet der Musik- und Theaterkritik in Graz. Als Maler stiftete Kollmann mehreren Kirchen in Graz Werke aus eigener Hand, die teilweise auch als Altarbilder dienten. So schuf er für die Grazer Franziskanerkirche zwei Gemälde, für die Hauskapelle des Knabenseminars „Christus, der das Kreuz trägt“, für die Kirche am Münzgraben den heiligen Ignatius, für die Kirche Mariahilf den heiligen Florian, Maria mit dem Kinde und den heiligen Josef. Für die Grazer Barmherzigenkirche gestaltete er das Blatt „Eine heilige Nonne“ und auch für die 1833 erbaute Cholerakapelle bei Gösting steuerte Kollmann Bilder von vier Heiligen (Josef, Agnes, Anna und Nikolaus) bei. Zwei weitere Werke – das Bildnis der heiligen Katharina und jenes der heiligen Radegundis – galten laut einem Zeitungsbericht zum 100. Todestag Kollmanns als verschollen. Bereits im Biographischen Lexikon des Kaiserthums Oesterreich aus dem Jahr 1864 wurden die Aufenthaltsorte der beiden Werke sowie jenes des Gemäldes Armida als unbekannt angegeben. Laut einem Zeitungsbericht aus dem Jahr 1866 befand sich zu dieser Zeit ein von Kollmann gemaltes Bild der heiligen Radegundis – dargestellt als Nonne – in der Pfarrkirche hl. Radegundis in St. Radegund bei Graz – eventuell handelte es sich dabei um das vermeintlich verschollene Bild. Darüber hinaus zeigte er sich in der Malerei für zahlreiche Kompositionen aus der Geschichte der Steiermark – darunter Landschafts- und Historienmalerei – sowie zahlreiche Porträts, die vornehmlich in Privatbesitz übergingen, verantwortlich.
Ignaz Kollmann war Ehrenbürger von Graz, Leibnitz, Marburg und Cilli. Von mehreren gelehrten Gesellschaften, darunter dem Musikverein für Steiermark, wurde der als patriotisch, vaterländisch aber auch religiös bezeichnete Kollmann zu einem wirklichen Mitglied bzw. Ehrenmitglied ernannt. Besondere Verdienste erwarb er sich um das Joanneum, dem er mitunter auch Objekte für seine Sammlungen beisteuerte, sowie als Mitglied der 1819 ebenfalls von Erzherzog Johann gegründeten Steiermärkischen Landwirtschaftsgesellschaft und als Sekretär des Armenbeteiligungsvereins in Graz. Ebenso wie sein Vater setzte sich auch Ignaz Kollmann für sozial Benachteiligte und Bedürftige ein, indem er Spenden für sie sowie für wohltätige Institutionen sammelte. Begünstigte waren dabei unter anderem die Barmherzigen Brüder in Graz sowie die Grazer Elisabethinen. Außerdem war Kollmann ein korrespondierendes Mitglied der Mährisch-Schlesischen Gesellschaft zur Beförderung des Ackerbaues, der Natur- und Landeskunde.
Am 16. März 1837 starb Kollmann im Alter von 62 Jahren in seiner Geburts- und Heimatstadt Graz nach mehrmonatigem Lungenleiden an einer Lungenlähmung; sein Sterbehaus befand sich in der Herrengasse (Konskriptionsnummer) 198. Seine Beerdigung fand am 18. März 1837, zwei Tage nach seinem Tod, auf dem Katholischen Stadtfriedhof Graz-St. Peter statt. Kollmann war zweimal verheiratet und hinterließ zwei Söhne aus erster Ehe. Seine zweite Ehefrau war eine Tochter des k. k. Majors Karl Kauzner (1770–1855) und brachte fünf unmündige Kinder mit in die Beziehung.
Die erste Ausgabe von Der Aufmerksame nach dem Tod Kollmanns begann mit einem Nekrolog auf der Titelseite; die provisorische Redaktionsleitung wurde vom Verleger übernommen. Wenige Tage später übernahm der Schwiegervater, Karl Kauzner, die Schriftleitung der Zeitung. Noch im selben Jahr wurde Adalbert Johann Polsterer Chefredakteur der Grazer Zeitung und deren Beilage Der Aufmerksame, musste jedoch schon kurz darauf aus gesundheitlichen Gründen kürzer treten und starb weniger als zwei Jahre später. Nach dessen Tod übernahm Franz Ostfeller beginnend mit der Ausgabe vom 8. Mai 1839 die provisorische Redaktionsleitung von Grätzer Zeitung und Der Aufmerksame. Ostfeller hatte bis zur Einstellung von Der Aufmerksame im Jahr 1842 die Schriftleitung der Zeitung und der Beilage inne und wurde bis Jahresende 1841 weiterhin als provisorischer Redakteur geführt, wobei der Zusatz „provisorisch“ erst im Jänner 1842 entfiel. Die Redaktionsleitung hatte er daraufhin bis nachweislich 1848 inne.

## Ehrungen
Ignaz Kollmann war Ehrenbürger von Graz, Leibnitz, Marburg und Cilli.
Seit 1974 ist im 10. Grazer Stadtbezirk Ries dieIgnaz-Kollmann-Gasse nach ihm benannt. Anfang der 2020er Jahre wurde an der Einfahrt zur Ignaz-Kollmann-Gasse, die von der Stiftingtalstraße abzweigt, eine Erklärungstafel angebracht.

## Werke (Auswahl)

### Schriften
- 1806: (Ode an) Sessi
- 1807: An die Hagstolzen. Epithaphalm … dargebracht dem Herrn Dr. F. Nobile
- 1808: Johann Heinrich Dumreichers Denkmahl. Die Feyer seiner Enthüllung. In: Annalen der österreichischen Literatur
- 1808: Triest und seine Umgebungen. Erschienen in Agram und Wien.
- 1809: Patriotische Gemälde der schuldigen Treue des Unterthans gegen seinen Landesfürsten
- 1811: Tagebuch über eine Reise durch Unter-Steiermark[27]
- 1818: Das zweite Jahrhundert des Klosters und Hospitals der ehrwürdigen Barmherzigen Brüder in Graz
- 1818: Stille Kunstwallfahrten in und um Graz
- 1827: Zur Installationsfeier … Ladislaus Pyrker
- 1836: Züge aus dem Leben des Fürsten Franz Seraphin Porzia. In: Carinthia (1836; No. 40, 41, 42, 43, 44, 46, 48, 49)[28]
- 1837: Die heilige Philomena, Jungfau und Marthyrinn.[29][30]

### Dramen
- 1807: Der Graf von Ortenburg
- 1818[3]: Maximilian. Trauerspiel. Erschienen in Graz.
- 1831: Der stumme Mahler oder der vereitelte Raub. In 5 Aufzügen.[31][32]
- 1831: Die Drachenhöhle bei Röthelstein oder der Hammer um Mitternacht. In 4 Aufzügen.[32] (oft aufgeführt, aber nicht im Druck erschienen)[33]
- 1832[3]: Dante. Dramatisches Gedicht in 5 Aufzügen. Gedichtet im Jahr 1826 und erst 1832 veröffentlicht.[8] Erschienen in Graz.
- 1832: Carl von Österreich, Herzog in Steyer, oder der Wundertag im Erzberge. Uraufgeführt am 29. Februar 1832 in Wien. Im Jahr 1833 als Festschrift veröffentlicht.[34]
- 1833: Die glühende Kette oder die Doppelgängerin. Uraufgeführt am Theater an der Wien am 8. März 1833.[35]
- Valeria von Mondra oder der taubstumme Maler (mit Musikeinlagen von Ignaz von Seyfried)

### Opernlibretti
- Armella oder die beiden Viceköniginnen
- Leonore (mit Karl Gottfried von Leitner)[36]
- um 1819/20: deutsche Übersetzung von Gioachino Rossinis Oper Il barbiere di Siviglia
- Text zur Operette Die unvermut(h)ete Ankunft der Herrschaft[3] (als Manuskript, aber nicht im Druck erschienen)[7]
- Bearbeitung des Textes zur Operette Der Essighändler[3][7]

### Übersetzungen
- um 1819/20: deutsche Übersetzung von Gioachino Rossinis Oper Il barbiere di Siviglia
- 1830: Auserlesene Predigten des Pater Da Lojano (in 6 Teilen; aus dem Italienischen übersetzt von Ignaz Kollmann)[9]
- um 1833: Giulietta und Romeo (Oper in drei Akten; aus dem Italienischen übersetzt von Ignaz Kollmann)[37]
- 1835: Einige vertraute Briefe des Antonio Canova. (aus dem Italienischen übersetzt von Ignaz Kollmann)[38]
- Übersetzungen der Predigten Segneris (Paolo Segneri der Ältere oder Paolo Segneri der Jüngere?)[3]
- Sechs Fastenpredigten. Aus dem Quaresimale. (aus dem Italienischen übersetzt von Ignaz Kollmann)[39][40]